# Hacımuharrem, Kastamonu
Hacımuharrem là một xã thuộc thành phố Kastamonu, tỉnh Kastamonu, Thổ Nhĩ Kỳ. Dân số thời điểm năm 2008 là 283 người.